# Clémence Poésy
Clémence Poésy (születési nevén Clémence Guichard, L’Haÿ-les-Roses, 1982. október 30. –) francia színésznő és divatmodell.
Gyerekkorában színpadi szerepekkel indult a pályafutása, később drámaszakon tanult, 1999 óta pedig filmekben és sorozatokban egyaránt látható. Legismertebb szerepei közé tartozik Fleur Delacour megformálása a Harry Potter-filmekben (2005–2011). Feltűnt az Erőszakik (2008) és a 127 óra (2010) című filmekben is.
Natasa Rosztovát alakította a Háború és béke című 2007-es minisorozatban.

## Gyermekkora és családja
Párizs egyik déli külvárosában, L’Haÿ-les-Roses-ben született, Étienne Guichard színész-író és egy francia tanárnő gyermekeként. Később édesanyja lánykori nevét vette fel művésznevének. Egy húga van, Maëlle Poésy-Guichard, aki szintén színésznő.
Meudonba járt a La Source nevű kéttannyelvű iskolába, első szerepét pedig édesapjától kapta 14 éves korában.
16 éves korától a Conservatoire national supérieur d’art dramatique (CNSAD) drámaiskolába járt, majd az Atelier International de Blanche Salant et Paul Weaver hallgatója lett, ezt követően pedig a Nanterrei Egyetemen végzett.

## Pályafutása
Első televíziós szerepét a 2004-es Puskapor, árulás és összeesküvés című BBC-minisorozatban kapta, ahol I. Mária skót királynőt alakította, ezért a szerepéért Golden FIPA-díjat kapott 2005-ben. Szintén 2005-ben tett szert széleskörű ismertségre, amikor megkapta Fleur Delacour szerepét a Harry Potter és a Tűz Serlegében. Ezt követően több tévés és filmes szerepe volt, 2007-ben a Háború és béke minisorozatban tűnt fel.
2008-ban az Oscar-díjra jelölt Erőszakik-ban volt látható Colin Farrell, valamint Ralph Fiennes és Brendan Gleeson oldalán (utóbbi két színésszel a Harry Potter-filmekben is együtt játszott). 2010-ben és 2011-ben ismét Fleur Delacour szerepében volt látható a Harry Potter és a Halál ereklyéi első és második részében. A Gossip Girl – A pletykafészek 4. évadában is szerepelt, mint Eva, Chuck Bass barátnője. 2010-ben Danny Boyle filmjében, a 127 órában tűnt fel James Franco oldalán.
Szerepelt a Lullaby for Pi-ben, amelyben énekelt is, majd Michael Caine-nel a Mr. Morgan utolsó szerelme című romantikus filmdrámában, 2012-ben pedig debütált a Broadway-n. 2013-ban a The Tunnel című bűnügyi sorozatban volt látható főszereplőként.

## Modellkarrierje
Poésy több magazin címlapján is látható volt, szerepelt a Gap ruházati reklámjaiban, 2011 decemberétől a G-Star Raw, 2014-től a Chloé parfüm arca.

## Magánélete
Folyékonyan beszél franciául és angolul, valamint érti az olaszt és a spanyolt. 2017 elején fia született, aki a Liam nevet kapta.

## Filmográfia

### Film
| Év   | Magyar cím                          | Eredeti cím                                   | Szerep           | Magyar hang        |
| ---- | ----------------------------------- | --------------------------------------------- | ---------------- | ------------------ |
| 2001 |                                     | Petite Soeur (rövidfilm)                      | Anna             |                    |
| 2002 | Olga nyara                          | Olgas Sommer                                  | Olga             |                    |
| 2003 | Alulról szagolni a rózsát           | Bienvenue chez les Rozes                      | Magali Rozes     | Dögei Éva          |
| 2005 | Harry Potter és a Tűz Serlege       | Harry Potter and the Goblet of Fire           | Fleur Delacour   | Árkosi Kati        |
| 2006 | A titokzatos birtok                 | Le grand Meaulnes                             | Yvonne de Galais |                    |
| 2007 |                                     | Sans moi                                      | Lise             |                    |
| 2007 |                                     | Le dernier gang                               | Julie            |                    |
| 2008 | Erőszakik                           | In Bruges                                     | Chloë Villette   | Tornyi Ildikó      |
| 2008 | Erőszakik                           | In Bruges                                     | Chloë Villette   | Nemes Takách Kata  |
| 2008 |                                     | La troisième partie du monde                  | Emma             |                    |
| 2009 |                                     | Heartless                                     | Tia              |                    |
| 2010 | Az esküvői torta                    | Pièce montée                                  | Bérengère        | Tornyi Ildikó      |
| 2010 | 127 óra                             | 127 Hours                                     | Rana             | Győrfi Laura       |
| 2010 |                                     | Lullaby for Pi                                | Pi               |                    |
| 2010 | Harry Potter és a Halál ereklyéi 1. | Harry Potter and the Deathly Hallows – Part 1 | Fleur Delacour   | Németh Borbála     |
| 2011 |                                     | Jeanne captive                                | Jeanne d’Arc     |                    |
| 2011 | Harry Potter és a Halál ereklyéi 2. | Harry Potter and the Deathly Hallows – Part 2 | Fleur Delacour   | Tamási Nikolett    |
| 2013 | Mr. Morgan utolsó szerelme          | Mr. Morgan's Last Love                        | Pauline Laubie   |                    |
| 2014 |                                     | GHB: To Be or Not to Be                       | New York-i lány  |                    |
| 2015 |                                     | Le grand jeu                                  | Laura Haydon     |                    |
| 2015 |                                     | The Ones Below                                | Kate             |                    |
| 2016 |                                     | 7 minuti                                      | Hira             |                    |
| 2016 | Derült égből apu                    | Demain tout commence                          | Kristin          | Törőcsik Franciska |
| 2017 | A végső portré                      | Final Portrait                                | Caroline         |                    |
| 2017 |                                     | Tito e gli alieni                             | Stella           |                    |
| 2019 |                                     | Le milieu de l'horizon                        | Cécile           |                    |
| 2020 | Ellenállás                          | Resistance                                    | Emma             | Nemes Takách Kata  |
| 2020 | Tenet                               | Tenet                                         | Barbara          | Sodró Eliza        |
| 2023 | Hősök lehetünk                      | Je ne suis pas un héros                       | Elsa             |                    |
| 2023 |                                     | The Last Rifleman                             | Juliette Bellamy |                    |

Rövidfilmek
| Év   | Cím                       | Szerep       | Megjegyzések   |
| ---- | ------------------------- | ------------ | -------------- |
| 2001 | Petite Sœur               | Anna         |                |
| 2008 | Blanche                   | Chloé        |                |
| 2012 | The Capsule               | nő           |                |
| 2016 | À bout portés             | nem szerepel | rendező és író |
| 2018 | Le roi des démons du vent | nem szerepel | rendező és író |
| 2019 | Le coup des larmes        | Scripte      | rendező és író |

### Televízió
| Év        | Magyar cím                    | Eredeti cím                         | Szerep                 | Megjegyzések                                            |
| --------- | ----------------------------- | ----------------------------------- | ---------------------- | ------------------------------------------------------- |
| 1999      |                               | Un homme en colère                  | Hélène                 | 2 epizód                                                |
| 2000      |                               | Les Monos                           | Julia                  | 1 epizód                                                |
| 2001      |                               | Tania Boréalis ou L'étoile d'un été | Maguy                  | tévéfilm                                                |
| 2003      |                               | Carnets d'ados                      | Jessica                | 1 epizód                                                |
| 2004      | Lőpor, árulás és összeesküvés | Gunpowder, Treason & Plot           | I. Mária skót királynő | - minisorozat - magyar hangja: - Gubás Gabi             |
| 2005      | Jelenések                     | Revelations                         | Exquisite Corpse       | minisorozat (3 epizód)                                  |
| 2006      |                               | Les Amants du Flore                 | Lumi                   | tévéfilm                                                |
| 2007      | Háború és béke                | War and Peace                       | Natasa Rosztova        | minisorozat (4 epizód)                                  |
| 2010      | Gossip Girl – A pletykafészek | Gossip Girl                         | Eva Coupeau            | 4 epizód                                                |
| 2012      | Hollow Crown – Koronák harca  | Hollow Crown                        | Izabella királyné      | 1 epizód                                                |
| 2012      | Madárdal                      | Birdsong                            | Isabelle Azaire        | - minisorozat (2 epizód) - magyar hangja: - Bognár Anna |
| 2013–2018 |                               | The Tunnel                          | Elise Wassermann       | főszereplő (24 epizód)                                  |
| 2018      | Géniusz                       | Genius                              | Françoise Gilot        | főszereplő 2. évad (10 epizód)                          |
| 2021–2022 |                               | En thérapie                         | Léonora                | 10 epizód                                               |
| 2022      |                               | Ten Percent                         | önmaga                 | 1 epizód                                                |
| 2022      | Az essexi kígyó               | The Essex Serpent                   | Stella Ransome         | minisorozat (6 epizód)                                  |
| 2023      |                               | Sambre                              | Cécile Dumont          | minisorozat (1 epizód)                                  |
| 2023–2024 | The Walking Dead: Daryl Dixon | The Walking Dead: Daryl Dixon       | Isabelle Carriere      | - főszereplő - magyar hangja: - Nemes Takách Kata       |

## Színházi szerepek
- Cyrano de Bergerac (2012)
- Tartuffe (2003)
- Picasso 970 (1997)
- Mai 45 Mai 95 (1995)
- Le dragon (1993)

## Fordítás
- Ez a szócikk részben vagy egészben  a   Clémence Poésy című angol Wikipédia-szócikk ezen változatának fordításán alapul.  Az eredeti cikk szerkesztőit annak laptörténete sorolja fel. Ez a jelzés csupán a megfogalmazás eredetét és a szerzői jogokat jelzi, nem szolgál a cikkben szereplő információk forrásmegjelöléseként.